# Hybomitra brennani
Hybomitra brennani är en tvåvingeart som först beskrevs av Stone 1938.  Hybomitra brennani ingår i släktet Hybomitra och familjen bromsar. Inga underarter finns listade i Catalogue of Life.